# Liste der Kulturgüter im Kanton Zürich
Die Liste der Kulturgüter im Kanton Zürich bietet eine Übersicht zu Verzeichnissen von Objekten unter Kulturgüterschutz in den 166 Gemeinden des Kantons Zürich. Die Verzeichnisse enthalten Kulturgüter von nationaler, regionaler und lokaler Bedeutung.
-

## Geordnet nach Gemeinden in alphabetischer Reihenfolge

### A–L
- Adliswil
- Aesch
- Aeugst am Albis
- Affoltern am Albis
- Altikon *
- Andelfingen
- Bachenbülach *
- Bachs
- Bäretswil
- Bassersdorf
- Bauma
- Benken
- Berg am Irchel
- Birmensdorf
- Bonstetten *
- Boppelsen
- Brütten
- Bubikon
- Buch am Irchel *
- Buchs
- Bülach
- Dachsen
- Dägerlen
- Dällikon
- Dänikon *
- Dättlikon
- Dielsdorf
- Dietikon
- Dietlikon *
- Dinhard
- Dorf
- Dübendorf
- Dürnten
- Egg
- Eglisau
- Elgg
- Ellikon an der Thur *
- Elsau
- Embrach
- Erlenbach
- Fällanden
- Fehraltorf
- Feuerthalen
- Fischenthal
- Flaach
- Flurlingen
- Freienstein-Teufen
- Geroldswil *
- Glattfelden
- Gossau
- Greifensee
- Grüningen
- Hagenbuch
- Hausen am Albis
- Hedingen
- Henggart
- Herrliberg
- Hettlingen
- Hinwil
- Hittnau *
- Hochfelden *
- Hombrechtikon
- Horgen
- Höri *
- Hüntwangen *
- Hüttikon
- Illnau-Effretikon
- Kappel am Albis
- Kilchberg
- Kleinandelfingen
- Kloten
- Knonau
- Küsnacht
- Langnau am Albis
- Laufen-Uhwiesen
- Lindau
- Lufingen

* Diese Gemeinde besitzt keine Objekte der Kategorien A oder B, kann aber (zzt. nicht dokumentierte) C-Objekte besitzen.

### M–Z
- Männedorf
- Marthalen
- Maschwanden
- Maur
- Meilen
- Mettmenstetten
- Mönchaltorf *
- Neerach *
- Neftenbach
- Niederglatt *
- Niederhasli
- Niederweningen
- Nürensdorf
- Oberembrach
- Oberengstringen *
- Oberglatt *
- Oberrieden
- Oberweningen
- Obfelden
- Oetwil am See
- Oetwil an der Limmat *
- Opfikon *
- Ossingen
- Otelfingen
- Ottenbach
- Pfäffikon
- Pfungen
- Rafz
- Regensberg
- Regensdorf
- Rheinau
- Richterswil
- Rickenbach
- Rifferswil
- Rorbas
- Rümlang
- Rüschlikon
- Russikon
- Rüti
- Schlatt
- Schleinikon
- Schlieren
- Schöfflisdorf
- Schwerzenbach
- Seegräben
- Seuzach
- Stadel bei Niederglatt
- Stäfa
- Stallikon
- Stammheim
- Steinmaur
- Thalheim an der Thur
- Thalwil
- Trüllikon
- Truttikon *
- Turbenthal
- Uetikon am See
- Uitikon
- Unterengstringen
- Urdorf
- Uster
- Volken *
- Volketswil *
- Wädenswil
- Wald
- Wallisellen
- Wangen-Brüttisellen
- Wasterkingen *
- Weiach
- Weiningen
- Weisslingen
- Wettswil am Albis *
- Wetzikon
- Wiesendangen
- Wil
- Wila
- Wildberg
- Winkel
- Winterthur
- Zell
- Zollikon
- Zumikon
- Zürich

* Diese Gemeinde besitzt keine Objekte der Kategorien A oder B, kann aber (zzt. nicht dokumentierte) C-Objekte besitzen.